# الکساندر سیومین (بازیکن فوتبال)
الکساندر سیومین (انگلیسی: Aleksandr Syomin; ۹ اوت ۱۹۴۳ – ۱۴ اکتبر ۲۰۱۶) بازیکن فوتبال اهل اتحاد جماهیر شوروی بود.
از باشگاه‌هایی که در آن بازی کرده است می‌توان به باشگاه فوتبال غیرت، باشگاه فوتبال آرارات ایروان، و باشگاه فوتبال نفتچی باکو اشاره کرد.
وی همچنین در تیم ملی فوتبال شوروی بازی کرده است.